# Carya kweichowensis
A Carya kweichowensis (magyar neve 2020-ban még nincs) a bükkfavirágúak (Fagales) rendjébe sorolt diófafélék (Juglandaceae) családjában a hikoridió (Carya) nemzetségben a kínai hikorik (Sinocarya fajcsoport) egyik faja. Kínai neve sun-csing vagy (angol átiratban) gui zhou shan he tao. 

## Származása, elterjedése
Kína hegyes déli tartományaiban, Jünnanban és Kujcsouban endemikus.

## Megjelenése, felépítése
10–20 m magas, sötétszürke kérgű fa.
Fiatal hajtása, kifejletlen levelei jellemző barnásfeketék.
Szárnyasan összetett, 11–20 cm hosszú levele átlag 9 hosszúkás, ovális, ép szélű levélkéből áll. Színük fényesen csillogó zöld, fonákuk világoszöld.
Diója általában 2–2,5 cm-es, nyomott gömb alakú. A négy rekeszű dió héja 2,5 mm vastag.

## Életmódja, termőhelye
Korán, március-áprilisban virágzik; termése októberre érik be.

## Felhasználása
Ehető diójáért termesztik; a dióbélből olajat is nyernek.